# Snowboarding na Zimowym Olimpijskim Festiwalu Młodzieży Europy 2023
Snowboarding na Zimowym Olimpijskim Festiwalu Młodzieży Europy 2023 – jedna z dyscyplin rozgrywanych podczas festiwalu w dniach 23–27 stycznia 2023 r. we włoskich ośrodkach narciarskich Piancavallo i Sella Nevea. Zgodnie z programem zawodów odbyło się dziesięć konkurencji.

## Zestawienie medalistów
Zestawienie medalistów sporządzone na podstawie:

### Dziewczyn
| Data             | Konkurencja                   | Złoto               | Srebro           | Brąz              |
| ---------------- | ----------------------------- | ------------------- | ---------------- | ----------------- |
| 23 stycznia 2023 | Gigant równoległy (szczegóły) | Mathilda Scheid     | Adéla Keclíková  | Marie Gams        |
| 24 stycznia 2023 | Big Air (szczegóły)           | Kristina Holzfeind  | Sam van Lieshout | Selin Lakatha     |
| 26 stycznia 2023 | Snowboardcross (szczegóły)    | Félicie Leicht      | Léa Casta        | Karolína Šperlová |
| 27 stycznia 2023 | Slopestyle (szczegóły)        | Vanessa Volopichová | Yuna Scheidegger | Soha Janett       |

### Chłopców
| Data             | Konkurencja                   | Złoto           | Srebro           | Brąz                   |
| ---------------- | ----------------------------- | --------------- | ---------------- | ---------------------- |
| 23 stycznia 2023 | Gigant równoległy (szczegóły) | Mike Santuari   | Petyr Gergjowski | Werner Pietsch         |
| 24 stycznia 2023 | Big Air (szczegóły)           | Romain Allemand | Charlie Lane     | Niklas Sukke           |
| 26 stycznia 2023 | Snowboardcross (szczegóły)    | Achille Leleu   | Dann Stam        | Felix Schwenkel        |
| 27 stycznia 2023 | Slopestyle (szczegóły)        | Charlie Lane    | Marcello Grassis | Luca Mérimée Mantovani |

### Zawody mieszane
| Data             | Konkurencja                   | Złoto                                            | Srebro                                             | Brąz                                           |
| ---------------- | ----------------------------- | ------------------------------------------------ | -------------------------------------------------- | ---------------------------------------------- |
| 24 stycznia 2023 | Gigant równoległy (szczegóły) | Czechy 1 1. Kryštof Minárik · 2. Adéla Keclíková | Bułgaria 1 1. Terweł Zamfirow · 2. Andrea Kocinowa | Niemcy 1 1. Benedikt Riel · 2. Mathilda Scheid |
| 27 stycznia 2023 | Snowboardcross (szczegóły)    | Francja 2 1. Eliott Leicht · 2. Léa Casta        | Francja 1 1. Achille Leleu · 2. Félicie Leicht     | Bułgaria 1 1. Iwan Iwanow · 2. Andrea Kocinowa |

## Klasyfikacja medalowa
*   Gospodarz ( Włochy)
| Miejsce | Reprezentacja   | Złoto | Srebro | Brąz | Razem |
| ------- | --------------- | ----- | ------ | ---- | ----- |
| 1       | Francja         | 4     | 2      | 1    | 7     |
| 2       | Czechy          | 2     | 1      | 1    | 4     |
| 3       | Wielka Brytania | 1     | 1      | 0    | 2     |
| 3       | Włochy*         | 1     | 1      | 0    | 2     |
| 5       | Austria         | 1     | 0      | 3    | 4     |
| 6       | Niemcy          | 1     | 0      | 2    | 3     |
| 7       | Bułgaria        | 0     | 2      | 1    | 3     |
| 8       | Holandia        | 0     | 2      | 0    | 2     |
| 9       | Szwajcaria      | 0     | 1      | 1    | 2     |
| 10      | Norwegia        | 0     | 0      | 1    | 1     |
| Razem   | Razem           | 10    | 10     | 10   | 30    |

### Dziewczyn
| Miejsce | Reprezentacja | Złoto | Srebro | Brąz | Razem |
| ------- | ------------- | ----- | ------ | ---- | ----- |
| 1       | Czechy        | 1     | 1      | 1    | 3     |
| 2       | Francja       | 1     | 1      | 0    | 2     |
| 3       | Austria       | 1     | 0      | 2    | 3     |
| 4       | Niemcy        | 1     | 0      | 0    | 1     |
| 5       | Szwajcaria    | 0     | 1      | 1    | 2     |
| 6       | Holandia      | 0     | 1      | 0    | 1     |
| Razem   | Razem         | 4     | 4      | 4    | 12    |

### Chłopców
| Miejsce | Reprezentacja   | Złoto | Srebro | Brąz | Razem |
| ------- | --------------- | ----- | ------ | ---- | ----- |
| 1       | Francja         | 2     | 0      | 1    | 3     |
| 2       | Wielka Brytania | 1     | 1      | 0    | 2     |
| 2       | Włochy*         | 1     | 1      | 0    | 2     |
| 4       | Holandia        | 0     | 2      | 0    | 2     |
| 5       | Austria         | 0     | 0      | 1    | 1     |
| 5       | Niemcy          | 0     | 0      | 1    | 1     |
| 5       | Norwegia        | 0     | 0      | 1    | 1     |
| Razem   | Razem           | 4     | 4      | 4    | 12    |